# Цхваричамія
Цхваричамія (груз. ცხვარიჭამია) — село в Грузії.
За даними перепису населення 2014 року в селі проживає 57 осіб.